# 古典主義建築

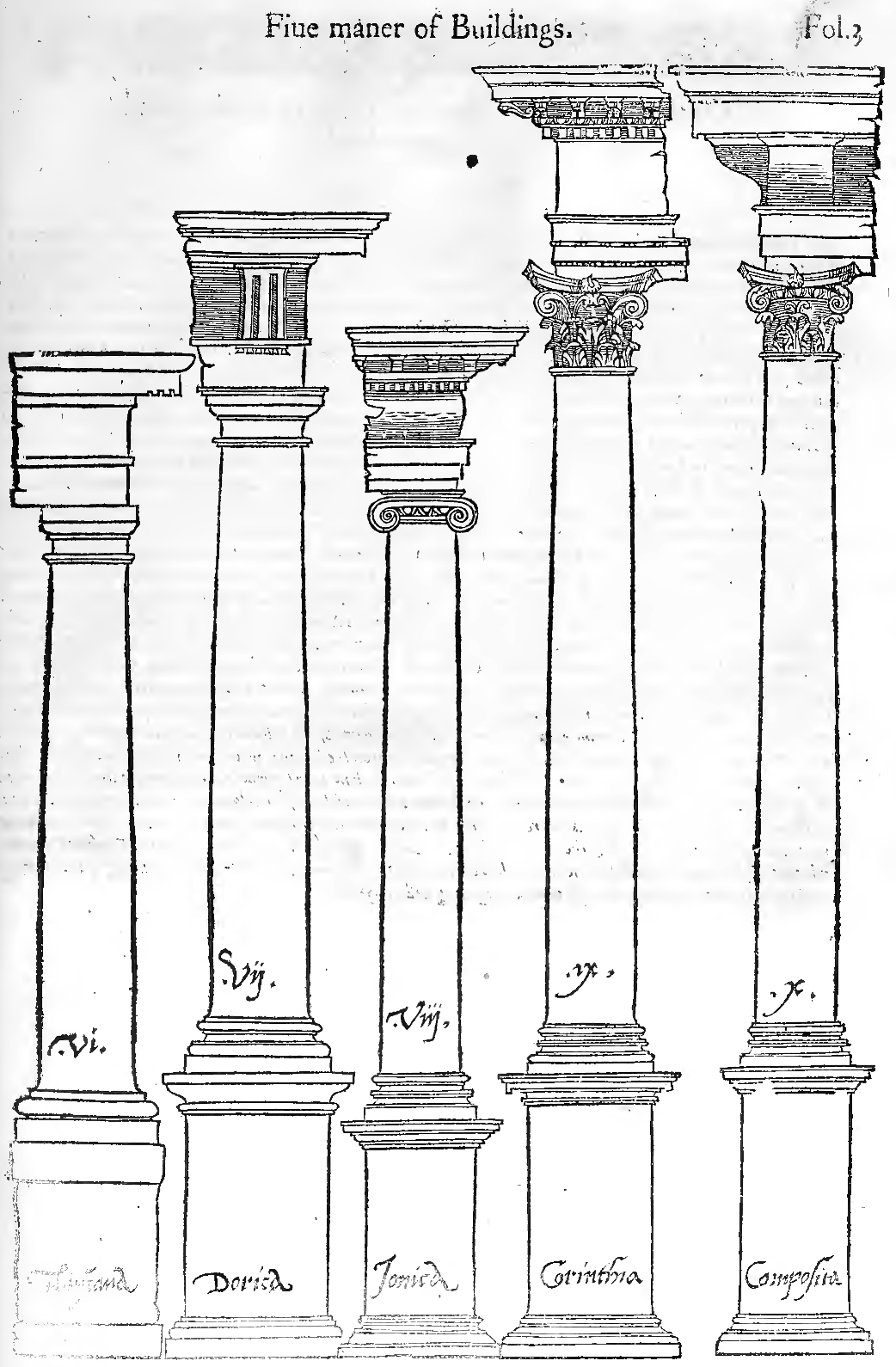
塞巴斯蒂亚诺·塞利奥是第一個將五個古典柱式（托斯卡納柱式、多立克柱式、爱奥尼柱式、科林斯柱式和混合柱式）規範化的人，這是古典建築理論的一個典型案例。

雅典大學

古典主義建築，指的是一類以希臘、羅馬風格建造的建築藝術，亦是歐洲建築藝術的源頭，下啟哥特式藝術。
儘管古典建築風格可能有很大差異，但總體來說，它們都可以說是利用裝飾性和建設元素的共同「詞彙」。 在西方世界的大部分地區，不同的古典建築風格主導著自文藝復興到第二次世界大戰的建築史，儘管直到今天它仍在繼續為許多建築師提供資訊。自卡洛林文艺复兴以來，已經延伸不同風格的古典建築，更是以義大利文藝復興以後的建築案例尤為突出。

## 定義及名稱
- 從广义上講，是指古希臘建築和古羅馬建築的總稱，以及希臘人和羅馬人在歐洲古典时代時所造的全部建築。
- 從狹義上講，是指嚴格符合羅馬時代的建築師维特鲁威所寫的《建築十書》中的規範而造出來的建築。

“古典建築”一詞無論在英文還是在中文裏，都可適用於任何非歐洲的建築物，以表達“某國古代的建築藝術已經有了極高的成就”，例如中國和日本的古典建築，以及古埃及、古典瑪雅的建築。“古典建築”還可以指任何採用古典美學哲學的建築，該術語的使用可能與「傳統」或「鄉土建築」不同，儘管可以與其共享基本公理。
在歐美的語境中，對於那些遵循古代希臘和羅馬原則的當代建築，也可使用「新古典主義建築」一詞形容。